# Eduard Marius van Beyma
Eduard Marius van Beyma, né le 6 juin 1755 à Harlingen et mort le 6 août 1825 à Zweins, est un homme politique néerlandais.

## Biographie
Eduard Marius van Beyma est issu d'une famille de régents de Frise ; son père est secrétaire de l'amirauté frisonne. Comme son frère Coert Lambertus, il étudie le droit à l'université de Franeker. Devenu avocat à Harlingen, il est participe à la première Révolution batave et est élu représentant aux États de Frise et au conseil communal de Harlingen en 1784. En 1787, il fonde avec les patriotes Jacobus Kantelaar et Lambert Engelbert van Eck la société citoyenne de modération de La Haye.
En janvier 1795, l'armée française de Pichegru franchit le Rhin et envahit les Provinces-Unies. Les patriotes se soulèvent dans tout le pays, le stathouder Guillaume V d'Orange s'exile en Angleterre et la République batave est proclamée. Le 19 février, Va Beyma est élu à l'assemblée provisoire de Frise, dont il est élu secrétaire. Comme celle de son frère, son élection à la première Assemblée nationale batave est contestée – notamment par le Frison Dirk Cornelis Kuiken – et il ne devient député qu'en décembre 1796. Fédéraliste très modéré, il est réélu en septembre 1797 et il désigné membre de la commission chargée de préparer la nouvelle constitution. Après le coup d'État unitariste du 22 janvier 1798, mené par Pieter Vreede, Van Beyma prête le serment de haine au fédéralisme et au stathouderat. Il est élu député de Dokkum au Corps représentatif batave en juillet 1798. Il quitte l'assemblée un an plus tard, à l'occasion de son renouvellement et rentre en Frise, dont il devient membre du conseil général de 1801 à 1804. Le 11 juin 1804, il devient député au Corps législatif.